# Pyrestes haematicus
Pyrestes haematicus är en skalbaggsart som beskrevs av Francis Polkinghorne Pascoe 1857. Pyrestes haematicus ingår i släktet Pyrestes och familjen långhorningar.
Artens utbredningsområde är Taiwan. Inga underarter finns listade i Catalogue of Life.